# Морковице-Слижани
Морковице-Слижани (чеш. Morkovice-Slížany) град је у Чешкој Републици. Град се налази у управној јединици Злински крај, у оквиру којег припада округу Кромјержиж.

## Становништво
Према подацима о броју становника из 2014. године град је имао 2.874 становника.